# Gigean
Gigean là một tỉnh thuộc tỉnh Hérault trong vùng Occitanie ở phía nam nước Pháp. Xã này nằm ở khu vực có độ cao trung bình 44 mét trên mực nước biển. Dân số thời điểm năm 1999 là 4756 người.